# 比爾卡河 (捷捷列夫河支流)
比爾卡河（烏克蘭語：Білка），是烏克蘭北部的河流，屬於捷捷列夫河的支流。該河發源自科切里夫以東，流經日托米爾州的日托米爾區，河道全長40公里，流域面積354平方公里。
这条河在经济发展和管理中发挥着重要作用。它是众多鱼类的家园，周边地区（尤其是下游大片森林地区）栖息着各种各样的动物。